# Parablennius sanguinolentus
La lagartina es la especie Parablennius sanguinolentus, un pez marino de la familia de los blénidos.

## Hábitat natural
Esta especie es abundante y común en su área de distribución, que es el este del océano Atlántico desde Francia al norte hasta Marruecos al sur, así como por el mar Mediterráneo y por el oeste del mar Negro.
Vive en áreas de costa de grava y sobre rocas recubiertas de algas. Prefiere las zonas intermareales, habitante permanente no migrador.

## Morfología
Con la forma característica de los blénidos y coloración críptica grisácea con manchas oscuro-verdosas similares a la piel de leopardo, la longitud máxima descrita es de 20 cm aunque su longitud máxima normalmente es de 12'5 cm. En la aleta dorsal tiene once espinas, mientras que en la aleta anal no tiene espinas.

## Comportamiento
Suele encontrarse a una profundidad entre 0'5 y 1 metro, aunque se ha descrito su presencia a 5 m. Se alimenta casi exclusivamente de algas, prefiriendo el alga lechuga de mar.
Son ovíparos, los huevos están unidos al interior del nido a través de una almohadilla adhesiva filamentosa, que tras eclosionar las larvas son planctónicas en aguas poco profundas.